# 西兰巴姆
西兰巴姆是一种以武器为基础的印度武术 （主要使用长藤或竹棍以及其他一些来自动物或植物的武器进行练习）。 它起源于印度次大陆的南印度泰米尔纳德邦。它也被称为亚洲武术之母——孕育了亚洲大陆众多的武术。 它还是手、头、身体和腿部（徒手）武术的另一个组成部分，在西兰巴姆武术中称为“库图-瓦里赛”。 印度的泰米尔桑格姆文献和亚洲的一些历史中都提到了这种古老的武术。 世界 西兰巴姆 协会 是 西兰巴姆 的官方国际机构，经联合国注册并正式认可。 世界西兰巴姆协会也是联合国可持续发展目标（SDGS）的官方合作伙伴。
西兰巴姆是印度传统艺术或古老的生存科学，起源于泰米尔纳德邦（南印度），可以追溯到公元前 400 年，而今天，口头民间传说可以追溯到更远的地方，声称其历史可以追溯到古代文明已有 3,500 多年的历史。 在石头或洞壁上发现的一些文物、古钱币、罐子和石头上的雕刻和人物描绘了人类携带西兰巴姆、长棍、长矛 (Vel-Kambu) 和三叉戟的形状。 在古代战争、现代战争、政治压迫、经济变化、气候变化、人口迁移到其他地区或国家等诸多原因中，一些艺术的实质本质及其古代文本的重要信息被遗忘、严重丢失或毁坏。为了保存其存在并避免进一步损失，几位古代西兰巴姆修行者及其祖先或传承修行者付出了巨大的努力，重组了分散在某些地区的几个村庄、部落或社区、某些种姓或氏族或秘密隐藏的历史发现。 印度或者亚洲，已经以传统武术的形式恢复了一些原始的集体。在泰米尔语中，自卫也统称为 tarkappuk kalai（泰米尔语：தற்காப்புக் கலை）“自卫的艺术”。

## 外部連結
- 官方 - Silambam Asia （页面存档备份，存于）
- 官方 - World Silambam Association （页面存档备份，存于）